# Циндао Хайлифэн
«Циндао Хайлифэн» (кит. 青岛海利丰足球俱乐部) — бывший профессиональный футбольный клуб из г.Циндао, КНР. Принимал участие в Чемпионате Китая по футболу в Лиге Цзя-А. Ранее клуб носил названия Циндао JVC Чжэнъи, Циндао Бэньда, Хэфэй Чуанъи, Циндао Аокэма и Циндао Хайсин. Клуб был уличён во «взяточничестве и сговоре с частным бизнесом» в матчах двух сезонов — 2007 и 2009 годов, и после этого ему было запрещено участие во всех будущих матчах всех чемпионатов, проводимых Китайской футбольной ассоциацией. Был расформирован в 2010 году.

## История
Циндао Хайлифэн был создан 18 марта 1998 года и в течение нескольких сезонов выступал в третьем дивизионе. Однако, команда ни разу не добивалась повышения в классе, а в Лигу Цзя-Б попала путём покупки остатков клуба «Гуандун Хунъюань» и заняла его место в декабре 2001 года. После четырёх сезонов, в течение которых команда не показывала серьезных результатов, компания Гуандун Хунъюань Групп согласилась продать команду «Циндао Хайлифэн».
21 февраля 2010 года клуб был признан виновным в получении взятки от «Чэнду Блэйдс», а его регистрация в КФА была отменена. Кроме того, с команды было взыскано 200,000 юаней штрафа. Было установлено, что клуб получил от «Чэнду» 500,000 юаней за проигрыш в одном из ключевых матчей сезона 2007 года, в котором «Цидао» проиграл со счётом 2-0, а «Чэнду Блэйдс» в итоге получил повышение в классе.

## Изменение названия
Клуб из Циндао неоднократно менял название, в основном из-за смены домашнего стадиона, а также из-за смены спонсора.
- 1995—1996 «Циндао JVC Чжэнъи» 青岛JVC正义 (Циндао)

«Циндао JVC Чжэнъи» был основан 7 января 1995 года.
- 1997 Циндао Бэньда 青岛奔达 (Циндао)
- 1998- Циндао Хайлифэн 青岛海利丰 (Циндао)
- 2002—2003 Хэфэй Чуанъи 合肥创亿 (Хэфэй)
- 2003—2004 Циндао Аокема 青岛澳柯玛 (Циндао)
- 2004—2005 Циндао Хайлифэн 青岛海利丰 (Циндао)
- 2006—2007 Циндао Хайсин 青岛海信地产 (Циндао)
- 2007—2010 Циндао Хайлифэн 青岛海利丰 (Циндао)

## Достижения
- По итогам сезона 2009

За всё время выступлений
| Сезон    | 1995 | 1996 | 1997 | 1998 | 1999 | 2000 | 2001 | 2002 | 2003 | 2004 | 2005 | 2006 | 2007 | 2008 | 2009 |
| -------- | ---- | ---- | ---- | ---- | ---- | ---- | ---- | ---- | ---- | ---- | ---- | ---- | ---- | ---- | ---- |
| Дивизион | 3    | 3    | 3    | 3    | 3    | 3    | 3    | 2    | 2    | 2    | 2    | 2    | 2    | 2    | 2    |
| Место    | 42   | 51   | 31   | 3    | 3    | 53   | 5    | 4    | 13   | 11   | 6    | 7    | 7    | 7    | 8    |

- ↑ : на групповой стадии
- ↑ : в Финале трёх
- ↑ : в финале группы «Север»